# Christian-Henrich zu Stolberg-Wernigerode
Christian-Henrich Otto Emil Fürst zu Stolberg-Wernigerode (Wernigerode, 21 december 1922 − Hirzenhain, 4 december 2001) was sinds 3 september 1989 de 4e vorst en hoofd van de hoogadellijke en ebenbürtige tak Stolberg-Wernigerode uit het Huis Stolberg. Als vorst en hoofd van het huis voerde hij het predicaat Doorluchtigheid.

## Biografie
Stolberg-Wernigerode werd geboren als zoon van Botho Fürst zu Stolberg-Wernigerode (1893-1989), 3e vorst en hoofd van de tak Stolberg-Wernigerode, en Renata prinses von Schoenaich-Carolath (1899-1985), dochter van de letterkundige Emil prins von Schoenaich-Carolath (1852-1908). Hij trouwde in 1957 met Maria Freiin von Maltzahn (1936), telg uit het geslacht Von Maltzahn, met wie hij vijf kinderen kreeg. Omdat zijn twee oudste zonen hun huisrecht als opvolger opgaven, werd zijn derde zoon opvolger als vorst en hoofd van deze tak. Zijn zussen en broers, als zonen van de vorst, en kinderen voeren de titels van prins(es), de overige telgen de titel van graaf/gravin.
Als hoofd van de tak Stolberg-Wernigerode voerde hij ook de titels Graf zu Königstein, Rochefort, Wernigerode en Hohenstein, Herr zu Eppstein, Münzeberg, Breuberg, Agimont, Lohra en Clettenberg. Hij bewoonde met zijn gezin het Hofgut Luisenlust in Hirzenhain, dat zijn weduwe nog steeds bewoont.